# وتین (زاکسونی)-آنهالت
وتین (زاکسونی)-آنهالت (به آلمانی: Wettin) یک منطقهٔ مسکونی در آلمان است که در لبیون-وتین واقع شده‌است. وتین  ۲٬۳۵۵ نفر جمعیت دارد.